# Paul Delorme
Paul Delorme   (Saint-Maurice, 26 de juliol de 1868 - 16è districte de París, 7 de desembre de 1956) és un físic i químic que es va convertir en industrial després de participar en la fundació de l'empresa Air Liquide el 1902, de la qual va ser el primer president, abans de passar les regnes del grup al seu fill Jean Delorme, el 1945.

## Biografia

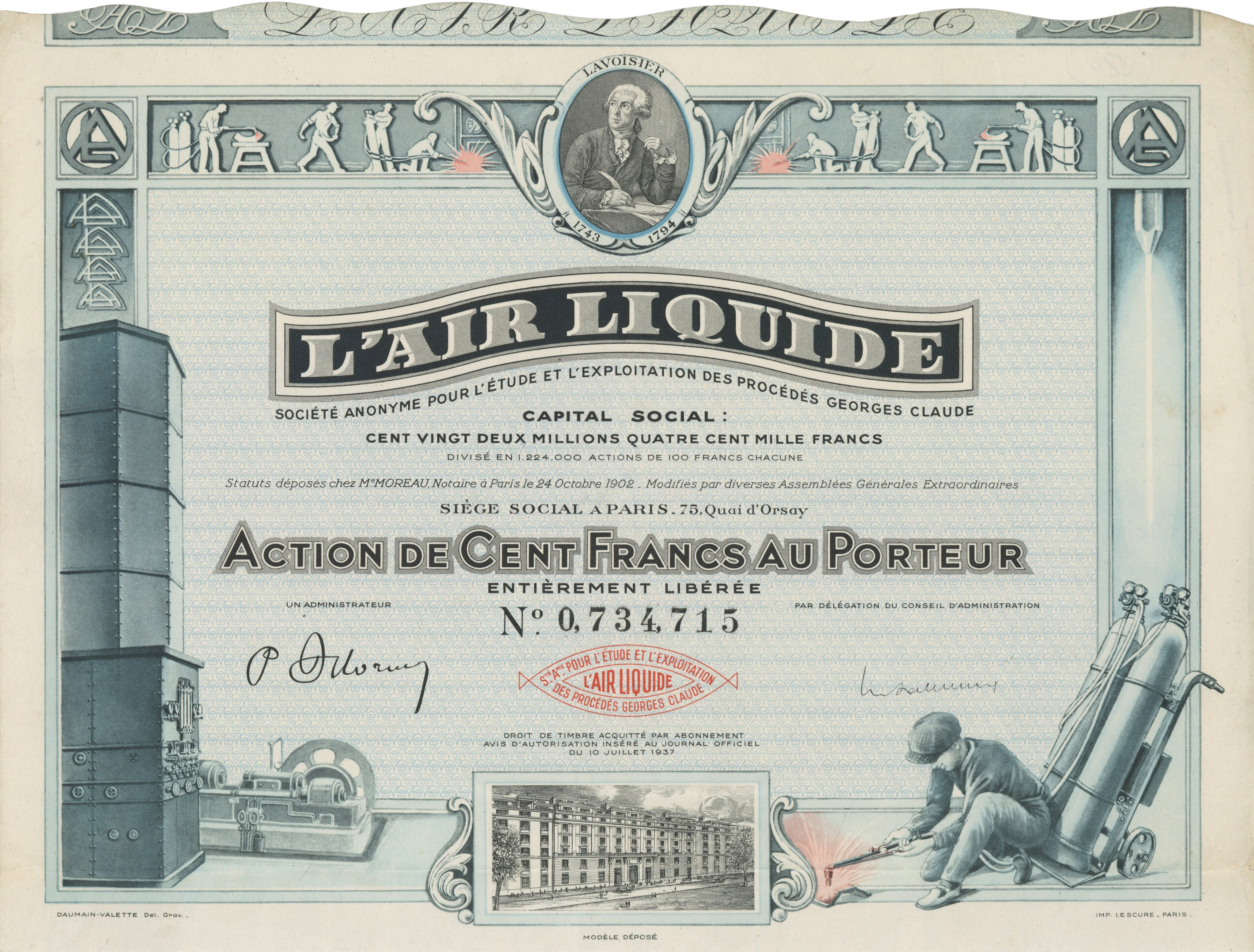
Acció d'Air Liquide S.A. de 100 francs, emesa a París el 10 de juliol de 1937, amb la signatura de Paul Delorme com a president de l'empresa

Fill d'un industrial, Paul Delorme, és un antic alumne de l'ESPCI Paris. El seu pare dirigeix una fàbrica de puntes. Va esdevenir cap del departament de vendes de la Thomson-Houston Electric Company quan l'enginyer George Claude, el seu company de classe i amic, va desenvolupar un procés de liquació de l'aire per tal de separar-ne els components. Paul Delorme i ell van invertir una suma inicial de 7.500 francs, gastats en la compra d'un motor d'aire comprimit, utilitzat durant tres anys, en una petita sala del dipòsit de La Villette que la Compagnie Générale des Omnibus els havia posat a la seva disposició.
L'any 1902, Paul Delorme va reunir 24 subscriptors, principalment altres enginyers, per donar suport econòmic al projecte industrial, en forma de societat anònima, amb un capital de 100.000 francs. La primera fàbrica va obrir a França el 1905, seguida d'altres quatre.
A partir de 1906, va liderar l'expansió internacional, a Bèlgica, Itàlia, Japó i Hong Kong, després el 1913 la seva OPI, entre els coulissiers. El 1910, va enviar René Jacques Lévy al Canadà per crear una fàbrica a terra als suburbis orientals de Montreal, que va tenir un gran èxit, però aquest últim va morir en l'enfonsament del Titanic. A la dècada de 1920, el desenvolupament d'Air Liquide a la Xina va començar a Shanghai. Entre 1920 i 1929, Air Liquide va recaptar 70 milions de francs mitjançant l'emissió d'accions. Formada principalment per enginyers i tècnics, comença a haver de comptar amb la presència de petits transportistes, la majoria dels quals es mantindran relativament fidels a l'empresa.
L'any 1930, el creixement de l'empresa va tenir èxit amb un deute quasi inexistent, les poques emissions de títols de deute representaven només el 15% del passiu, d'acord amb la doctrina financera del seu president: "Prefereixo, deia, posar tots els meus ous en una cistella de la qual tinc el mànec Mai en deute, a curt, mitjà o llarg termini Dècada de 1920 per a activitats de ràpid creixement: l'empresa ha de mantenir-se centralitzada, mantenint la propietat total dels seus materials i instal·lacions a tot arreu i en tot moment". En realitat, l'estratègia de desenvolupament internacional dona cabuda a filials que només estan plenament integrades a la societat matriu un cop consolidada la seva activitat, estalviant a Air Liquide en cas de fallida d'una d'elles.
A partir de 1928, va ser la 17a capitalització borsària francesa, després de l'ascens de les empreses industrials franceses a la borsa, després la 6a el 1936. En vigílies de la Segona Guerra Mundial, l'empresa ja tenia prop de 130 fàbriques al món.
El seu fill Jean Delorme va prendre el relleu el 1945, després es va deixar al seu propi gendre, Édouard de Royère, el 1985.